# Гершель, Джон
Джон Фредери́к Уи́льям Ге́ршель (англ. John Frederick William Herschel; 7 марта 1792 — 11 мая 1871) — английский полимат, химик, математик, астроном и физик, изобретатель и экспериментатор в области фотографии, оратор, популяризатор науки. Член Лондонского королевского общества (1813). Сын Уильяма Гершеля.
Гершель ввёл в использование в астрономии юлианские дни, предложил современные названия спутников Сатурна в 1847 году. Он внёс большой вклад в науку о фотографии, исследовал дальтонизм и химическую энергию ультрафиолетовых лучей.

## Биография
Джон Фредерик Уильям Гершель родился 7 марта 1792 года в Слау (графство Бакингемшир) и уже в детстве обнаруживал замечательные способности.

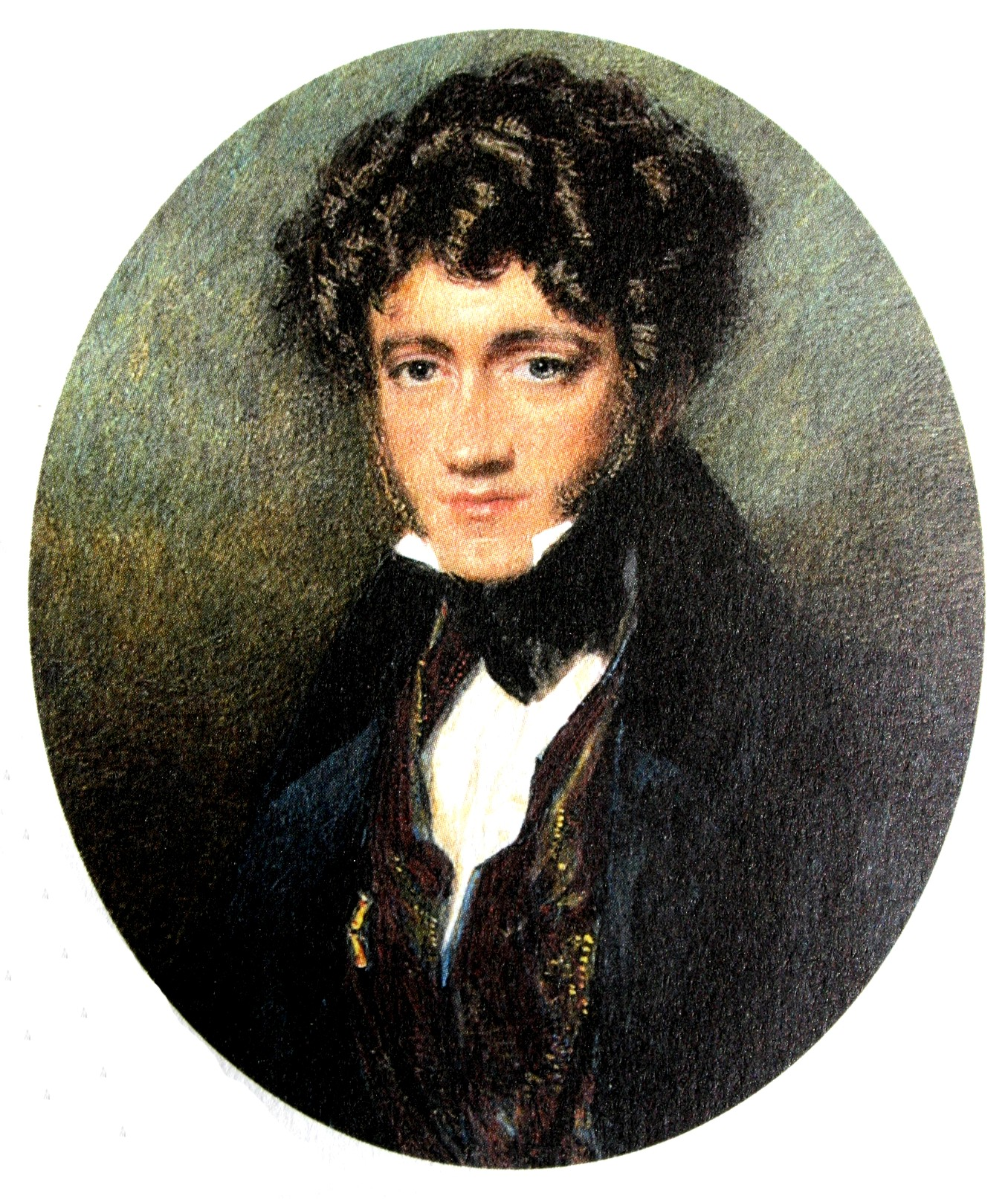
Джон Гершель в юности

Учился сначала в местной школе, но вскоре родители забрали его оттуда, и до 17 лет он занимался дома, под руководством наставника Роджерса, изучая классические и новые языки, математику, музыку и пр. Поступив в Кембриджский университет, в колледж Св. Иоанна, Джон продемонстрировал выдающиеся способности по математике и составил задачник по высшей математике.
Первыми его научными трудами были: «Some Remarkable Applications of Cotes' Theorem» (1812) и «Considerations of various Points of Analysis» (1814), когда он был уже членом Лондонского королевского общества. По окончании университетского курса Джон Гершель поселился в Лондоне, где благодаря знакомству с Волластоном занялся физикой и химией. К этому времени относятся его исследования об интерференции звука и поляризации света.
Джон Гершель первым разработал теоретическую основу изготовления объективов из двух линз, для ослабления влияния сферической и хроматической аберрации. Занимаясь исследованием солнечного света при помощи актинографа, он открыл существование тепловых лучей в части спектра за красными световыми лучами (инфракрасное излучение в 1800 году открыл Уильям Гершель, отец Джона).
В 1830 году появились его классические сочинения о свете и о звуке в издаваемой тогда в Англии «Encyclopaedia Metropolitana». Частое общение с отцом способствовало появлению у Джона интереса к астрономии; он переехал в Слау и, установив новый зеркальный телескоп, начал наблюдения кратных звёзд и туманностей.
В 1833 году Лондонское королевское общество наградило учёного одной из своих высших наград — Королевской медалью.
После наблюдений светил северного полушария Джон Гершель направился для наблюдений в южное полушарие и с конца 1833 года работал в обсерватории на мысе Доброй Надежды, где вёл наблюдения в течение четырёх лет. Обработка этих наблюдений, произведенная без посторонней помощи, потребовала немало времени, и только в 1847 году были опубликованы «Results of astronomical Observations Rade at the Cape of Good Hope», а также «Общий каталог туманностей» (General Catalogue of Nebulae, 1864).
В 1835 году Джон Гершель, находясь в упомянутой экспедиции на мысе Доброй Надежды, сделал множество зарисовок кометы Галлея, которая постоянно изменяла свой вид, и следил за ней вплоть до 19 мая 1836 года.
Из теоретических работ Гершеля по астрономии известен его весьма изящный и практичный способ вычисления орбит двойных звёзд, вошедший во все учебники астрономии; обработав движение спутника звезды γ Девы, он ещё при жизни убедился в точности своих вычислений. Джон Гершель обнаружил более 3000 двойных звёзд, но главной темой его исследований стали туманности: в его каталоге их 2307.
В своей книге «Введение в изучение естествознания» 1832 год, вышедший за 11 лет до «Системы логики, силлогистической и индуктивной» Милля, он сформулировал правила, которые исчерпывали содержание четырёх индуктивных методов (сходства, разницы, сопутствующих изменений и остатков), показал, как с помощью индукции можно приходить к научным обобщениям.
Считая, что установление причинных связей является основной задачей всех наук, Гершель поставил себе целью найти правила, облегчающие нахождение этих связей. Таких правил он нашёл пять: 1)неизменность связи причины и следствия; 2)неизменность отсутствия следствия при отсутствии причины; 3)возрастание или уменьшение следствия с возрастанием или уменьшением истинности причины; 4)пропорциональность следствия причине во всех случаях его прямого, беспрепятственного действия, 5)уничтожение следствия с уничтожением причины.
Джон Гершель известен также как замечательный оратор и популяризатор науки. Его книга «Outlines of Astronomy», то есть «Очерки астрономии», многократно переиздавалась (с 1849 по 1893 год вышло 12 изданий) и долгое время служила образцом популярной книги по астрономии. Она переведена профессором Драшусовым на русский язык и издана под заглавием «Очерки астрономии». В ней, в частности, были введены в обращение юлианские дни на основе идей, разработанных известным историком и хронологом Джозефом Скалигером.
По возвращении из Африки Гершель был окружён почётом, получил титул наследственного баронета, назначен директором монетного двора (1850—1855), неоднократно избирался председателем Лондонского королевского астрономического общества.
В 1829 году он женился и в дальнейшем стал отцом многочисленного семейства.
Джон Фредерик Уильям Гершель умер 11 мая 1871 года; погребён в Вестминстерском аббатстве рядом с могилой Ньютона.

## Работы Гершеля

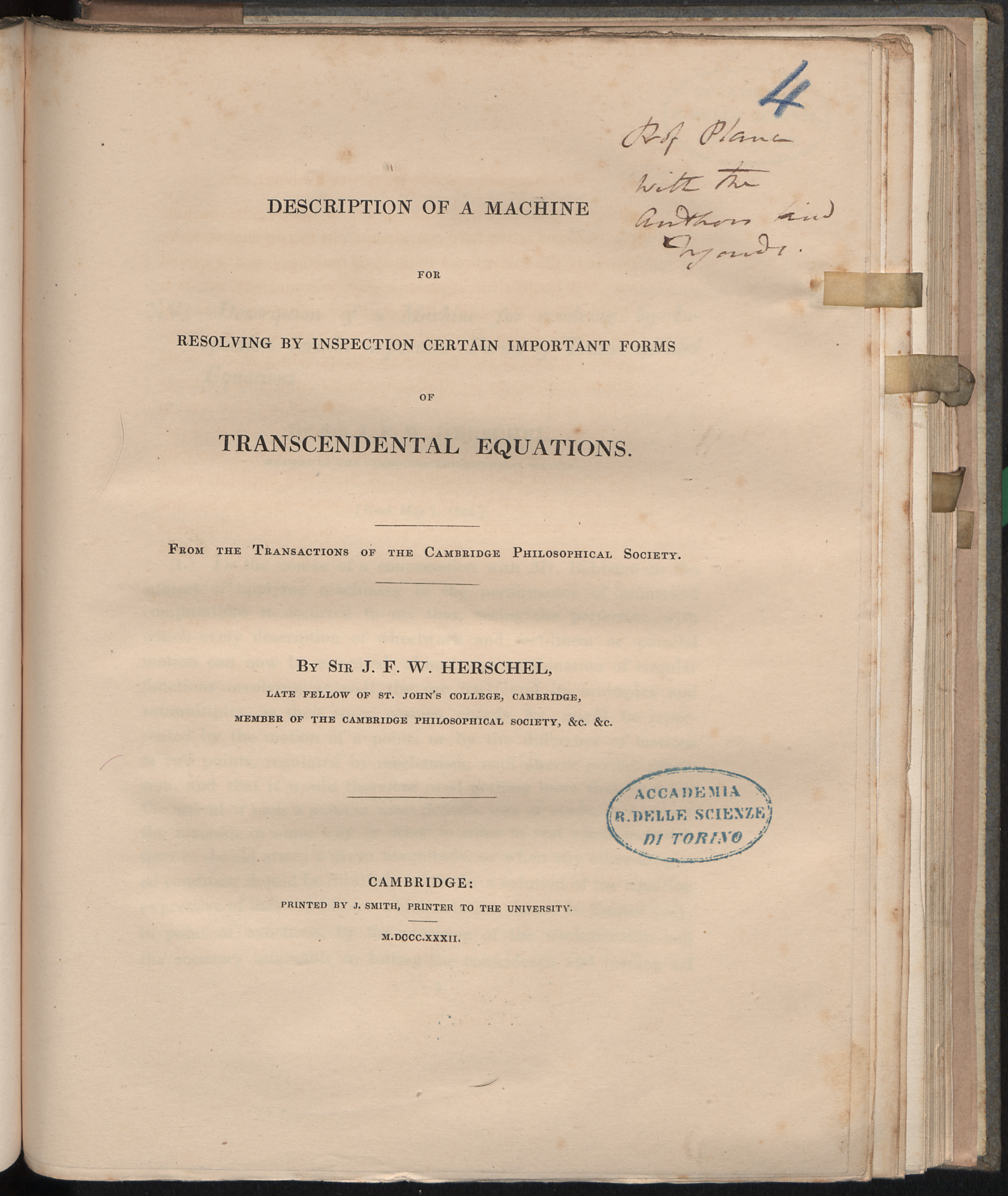
Description of a machine for resolving by inspection certain important forms, 1832

- Some Remarkable Applications of Cotes' Theorem, 1812
- Considerations of various Points of Analysis, 1814
- Results of Astronomical Observations Made During 1834—1838 at the Cape of Good Hope
- Preliminary Discourse on the Study of Natural Philosophy, 1830
- Outlines of Astronomy, 1849
- General Catalogue of Nebulae, 1864
- New General Catalogue of Nebulae and Clusters of Stars, 1888
- Джон Гершель. Философия естествознания. СПб., 1868.

## Память
В 1935 году Международный астрономический союз присвоил имя Джона Гершеля кратеру на видимой стороне Луны.